# Слобода (Смолевицький район, Озерицько-Слобідська сільська рада)
Слобода (біл. вёска Слабада) — село в складі Смолевицького району Мінської області, Білорусь. Село є адміністративним центром Озерицько-Слобідської сільської ради, розташоване в центральній частині області.